# Skarżysko Kościelne (gmina)
Pour la localité, voir Skarżysko Kościelne.
Skarżysko Kościelne est une gmina rurale du powiat de Skarżysko, Sainte-Croix, dans le centre-sud de la Pologne. Son siège est le village de Skarżysko Kościelne, qui se situe environ 3 km au nord de Skarżysko-Kamienna et 36 km au nord-est de la capitale régionale Kielce.
La gmina couvre une superficie de 53,24 km2 pour une population de 6 188 habitants.

## Géographie
La gmina inclut les villages de Grzybowa Góra, Kierz Niedźwiedzi, Lipowe Pole Plebańskie, Lipowe Pole Skarbowe, Majków, Michałów, Skarżysko Kościelne et Świerczek.
La gmina borde la ville de Skarżysko-Kamienna et les gminy de Mirów, Mirzec, Szydłowiec et Wąchock.